# Xenonychus tridens
Xenonychus tridens är en skalbaggsart som först beskrevs av Jacquelin-duval 1852.  Xenonychus tridens ingår i släktet Xenonychus och familjen stumpbaggar. Inga underarter finns listade i Catalogue of Life.